# زیلاه (واشینگتن)
زیلاه (به انگلیسی: Zillah) شهری در شهرستان یاکیما ایالت واشنگتن است که در سرشماری سال ۲۰۱۰ میلادی، ۲۹۶۴ نفر جمعیت داشته است.